# Sinh học xã hội
Sinh học xã hội là một lĩnh vực sinh học nhằm kiểm tra và giải thích hành vi xã hội về mặt tiến hóa. Nó rút ra từ các ngành học bao gồm đạo đức, nhân chủng học, tiến hóa, động vật học, khảo cổ học và di truyền dân số. Trong nghiên cứu về xã hội loài người, xã hội học liên kết chặt chẽ với nhân chủng học Darwin, sinh thái học hành vi của con người và tâm lý học tiến hóa.
Xã hội học điều tra các hành vi xã hội như mô hình giao phối, chiến đấu lãnh thổ, săn bắn và xã hội tổ ong của côn trùng xã hội. Nó lập luận rằng giống như áp lực lựa chọn dẫn đến động vật phát triển các cách tương tác hữu ích với môi trường tự nhiên, do đó, nó cũng dẫn đến sự tiến hóa di truyền của hành vi xã hội có lợi.
Trong khi thuật ngữ "xã hội học" bắt nguồn ít nhất là vào đầu những năm 1940, khái niệm này đã không được công nhận thực sự cho đến khi xuất bản cuốn sách Xã hội học của EO Wilson : Sociobiology: The New Synthesis vào năm 1975. Lĩnh vực mới nhanh chóng trở thành chủ đề gây tranh cãi. Các nhà phê bình, dẫn đầu bởi Richard Lewstop và Stephen Jay Gould, cho rằng gen đóng vai trò trong hành vi của con người, nhưng những đặc điểm như sự hung hăng có thể được giải thích bởi môi trường xã hội hơn là sinh học. Các nhà xã hội học đã phản ứng bằng cách chỉ ra mối quan hệ phức tạp giữa thiên nhiên và nuôi dưỡng.